# Mulan (skär)

Mulan är ett skär på cirka 250 meters storlek. Skäret är beläget cirka 3,5 kilometer sydöst om Hangö stad i landskapet Nyland, Finland.